# Districte d'Angul
Angul és un districte de l'estat d'Orissa a l'índia. La capital és Angul, considerada la capital industrial de l'estat, ja que moltes grans indústries hi tenen seu. La superfície del districte és de 6232 km² i la població d'1.139.341 habitants (2001).
El districte es va refundar com a segregació del districte de Dhenkanal l'1 d'abril de 1993, al que havia estat unit anteriorment.

## Divisions administratives
Està dividit en Blocks, Tehsils i subdivisions: 
Blocks
- Angul Sadar
- Athamalik Sadar
- Chhendipada
- Talcher Sadar
- Pallahada Sadar
- Banarpal
- Kishorenagar
- Kanhia

Tehsils
- Angul
- Athamalik
- Talcher
- Pallahada
- Chendipada

Subdivisions
- Angul
- Athamalik
- Talcher
- Pallahada

## Història
Restes prehistòriques i protohistòriques s'han trobat a Bhimakund, Kankili, Kulei, Samal, Sanakerjang, Kaliakata, Paranga, Kerjang, Ogi, Tikarapara i Pallahara. Va estar governat pels Bhanjas d'Angulaka-pattana, els Sulkis de Kodalaka Mandala, els Nandodbhavas d'Airavatta Mandala, i els Tungas de Yamagartta Mandala. Els Bhaumakaras la governaven quan van començar la decadència al segle x i l'orient d'Orissa va passar als Somavamsis de Kosala del sud. Els Somavamsis foren al seu tron expulsats pels Ganga i Orissa va quedar en mans de Chodagangadedva una mica abans del 1112.
El govern dels Ganga va durar fins al 1435 quan va arribar al poder una dinastia (els ruryamvasi) fundada per Kapilendradeva. Vers 1533-1534, Govinda Vidyadhar va liquidar la dinastia Suryavamsi i va iniciar la dinastia Bhoi que va durar només fins a 1559 quan Mukundadeva, de la família Chalukya va pujar al tron per la força. El 1568, els afganesos de Bengala van envair Orissa i van derrotar i matar el rei Mukundadeva ocupant el país que va formar part de l'Imperi Mogol.
Angul com la resta de districtes muntanyosos habitats pels khonds, no va jugar cap pare en aquest canvis dinàstics i passava de les mans d'uns a les dels altres; els khonds van ser arraconats a les muntanya Khondmals mentre alguns estats feudals, molts dels quals foren formats per aventurers sikhs que anaven en pelegrinatge a Puri i trobaven el país presa fàcil, es desenvolupaven sota la sobirania de les successives dinasties: els principats d'Angul, Talcher, Pallahara i Athamallik. Els primers sobirans foren feudataris d'altres i els fou fàcil crear problemes i intrigues per treure'n profit i ocupar les principals fortaleses, la possessió de les quals garantia el poder. El record de l'establiment d'aquestos estats no ha quedat escrit, però gradualment tots els estats estaven dirigits per sobirans que eren o deien ser rajputs. Angul va tenir la mateixa història: establert un feudatari, va fer la guerra amb èxit i va obtenir alguns pobles; en successives guerres en va guanyar i en va perdre. El rei d'Angul, com els altes sobirans, reconeixia com a senyor suprem al Raja de Puri. Quan la Companyia Britànica de les Índies Orientals va adquirir Orissa els rages van rebre sanads (decrets) de reconeixement i van acceptar pagar tribut. El tribut d'Angul era de 1.650 rúpies a l'any.
Somanath Singh fou el darrer rei d'Angul; va regnar durant 33 anys (del 1814 al 1847) quan el seu estat fou confiscat pel govern britànic. Va regir amb encert i es va enfrontar als veïns rages de Dhenkanal, Hindol, Daspalla, Baud, i Athmallik i als britànics entre els que tenia mala reputació com opressor del seu poble. El 1846 i 1847 va ajudar a rebels khonds de les muntanyes Khondmals; el 1847 un cos de soldats va creuar el Mahanadi i va destruir dos poblets que pertanyien al raja de Daspalla; fou cridat a Cuttack per justificar-se i no hi va voler anar. El desembre del 1847 fou deposat i tot seguit tres regiments van entrar a l'estat des de Ganjam i van ocupar el país sense quasi ni un tret; el raja fou enviat confinat de per vida a Hazaribagh; la confiscació oficial (decret) fou el 16 de setembre de 1848.
L'administració va passar a un tahsildar dependent del superintendent de l'agent dels Mahals Tributaris d'Orissa i el fet més destacat en aquestos anys fou la fam del 1889.
El 1891 es va formar el districte separat que va incloure les muntanyes Khondmals que abans no eren part de l'estat sinó que nominalment havien depès del raja de Baud que mai els havia pogut controlar; els khonds practicaven sacrificis humans i el 1835 els britànics van fer un pacte amb el raja, sembla que també signat pel raja d'Angol, pel qual Baud cedia les muntanyes que foren posades sota administració de la presidència de Madras on s'havia creat una agència especial dels territoris khond que tenia com objecte acabar amb els sacrificis humans tribals a la zona de Ganjam; els khonds van oferir resistència als britànics i el 1846 i 1847, revoltats, van tenir ajuda d'Angul; la revolta de 1847 fou considerable però fou dominada, i eliminat el raja d'Angul, la zona va quedar pacificada i el 1855 les muntanyes foren incorporades al districte de Cuttack sota un tahsildar; el 1891 es van agregar al districte d'Angul del que van formar una subdivisió amb capital a Phulbani.
L'altra subdivisió del districte tenia per seu Angul amb 2282 km² i era la part baixa del districte (excepte cap al sud-est amb la serralada de Satpura) amb nombrosos rius i una població de 103.706 habitants el 1891 i 127.697 habitants el 1901, repartits en 453 pobles amb cap vila, sent la principal Angul.
El districte fou administrat segons la regulació especial I de 1894. El 1897 les collites van fallar per manca de pluja i hi va haver una notable escassetat; la situació es va reproduir el 1900 especialment als Khondmals, on a més hi va haver epidèmia de còlera.
El districte d'Angul limitava al nord amb els principats de Rairakhol i Bamra; a l'est amb els de Talcher, Dhenkanal, i Hindol; al sud amb els de Daspalla i Narsinghpur; i l'oest amb el d'Athmallik. Tenia al sud-oest les muntanes Khondmals o Kandhmals, habitades pels khond o kandh, que formava un enclavament dins el principat de Baud (que hi limitava al nord, est i oest) tocant pel sud amb el districte de Ganjam. Altres muntanyes eren la serralada de Satpura al sud-est entre el riu Mahanadi al sud i el Brahmani al nord; el riu Mahanadi formava el límit entre el districte i els principats de Baud i Daspalla, tenint per afluents el Barajora, Tel, Marini, Jormu, Baghnadi, Salki, i Hiramananda; afluents del Brahmani són el Tikra, Nandir Jhor, i Nigra. La població (inclòs el Khondmals) era de 170.058 habitants el 1891, i va passar a 191.911 el 1901. La vila d'Angul era aleshores l'única que superava els dos mil habitants. Els khonds van disminuir el seu nombre a finals del segle xix pel còlera i altres epidèmies, i per emigracions produïdes el 1896 i 1899. El 77% de la població parlava oriya, i el 22% khond o kul, una llengua dravídica emparentada al telugu; la majoria era hindú però els khonds eren animistes. La casta i ètnia dels khonds (48.000 el 1901) era la més nombrosa, i vivia als Khondmals amb la seva religió, la seva llengua, les seves lleis, el seu sistema de propietat i la seva història pròpies; foren coneguts dels britànics al començament del segle xix quan oferien sacrificis humans a la seva deïtat, la deessa Terra i la carn de les víctimes (meriah) era enterrada als camps per garantir bones collites; les meriah eren comprades i les facilitava la tribu aborigen dels pans (29.000 el 1901) reconeguts lladres. Les altres castes existents al districte eren els chases (41.000 el 1901) una casta pagesa només en part d'ascendència ària, i els gaurs (13.000 el 1901) ramaders. El 76% de la població vivia de l'agricultura.

## Llocs d'interès
- El temple de Budhi Thakurani a Angul a un turó proper a la ciutat, amb un temple gran i modern al costat, el Saila Srikhetra que és una rèplica del temple Puri Jagannath.

- Tikarapada a uns 60 km de la capital del districte, lloc amb zona de vida salvatge on viu el cocodril Gharial al riu Mahanadi a més d'altres animals com tigres, lleopards, elefants i altres. La gorga de Tikarapada és també un lloc interessant.

- Bhimkund, a 28 km de Talcher amb estàtua de Vixnu dormint al llit del riu Bramhani.

- Deulajhari, ciutat sagrada del culte a Xiva, prop del riu sagrat de Chitrotpala, i dels turons de Panchadhara; nombroses fonts a la vora del temple principal entre les quals: Agnikunda, Taptakunda, Himakunda, Amrutakunda i Labakusakunda, de les que surt aigua entre 40 i 60 graus. La deïtat principal és Sidheswar Baba; altres temples són Kedareswar Baba, Enkari Mata Maa Mahaswari, Sri Maheswar Baba, Sri Jogeswar baba i Maa Khambeswari. Es fan diversos festivals (Panasankranti, Sitalasasthi, Kartika Purnima, Makaramela, i Sivaratri).

- Ogi-Para a 27 km d'Angul a la vora del riu Lingara, famosa pel temple de Budha Thakura i la fira d'Agara o Phalguna